# Моттез, Виктор
Виктор Луи Моттез (фр. Victor-Louis Mottez; 13 февраля 1809, Лилль — 7 июня 1897) — французский художник. В 1826—1829 годах учился в Париже. Его учителем некоторое время был Доминик Энгр.

## Биография

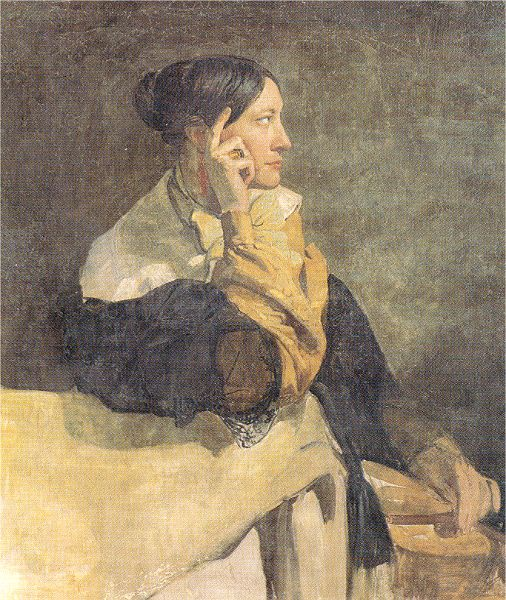
Портрет мадам Моттез

Родился в Лилле 13 февраля 1809 года. Его отец был увлечен искусством и сам был художником.
Посланный на учёбу в Париж, Виктор был отозван из-за ухудшившегося финансового положения своего отца, который оплачивал его обучение. В Лилле он прослушал курс в Национальной школе дизайна и работал под руководством своего отца и его друга Эдуара Льенара, ученика Жака-Луи Давида. В Париж Моттез вернулся в 1828 году и обучался в течение года в Школе изящных искусств у Франсуа Пико и Доминика Энгра.
Семья Моттез была предана дому Бурбонов, поэтому июльскую революцию 1830 года приняла как личную трагедию. Виктор был снова отозван в Лилль, где впервые женился. Затем он совершил несколько поездок по Европе, включая Италию. В Риме встретился с Энгром, который дружески к нему относился и помогал советами.
В 1838 году вернулся в Париж; начал выставляться в Салоне, создал ряд фресок для парижских церквей.
После революции 1848 года уехал в Англию; вернулся во Францию в 1853 году.

### Личная жизнь
Виктор Моттез трижды женился:
1. Julie Odevaere — родственница голландского художника Joseph Denis Odevaere.
2. Georgiana Page — на которой он женился в Англии и от которой у него был сын Henri-Paul Mottez, ставший также художником и не оставивший потомства.
3. Madeleine Joséphine Bonnasier — от которой у художника был второй сын, контр-адмирал Jean Victor Mottez, имевший большое потомство.